# Ziemia Bertingen

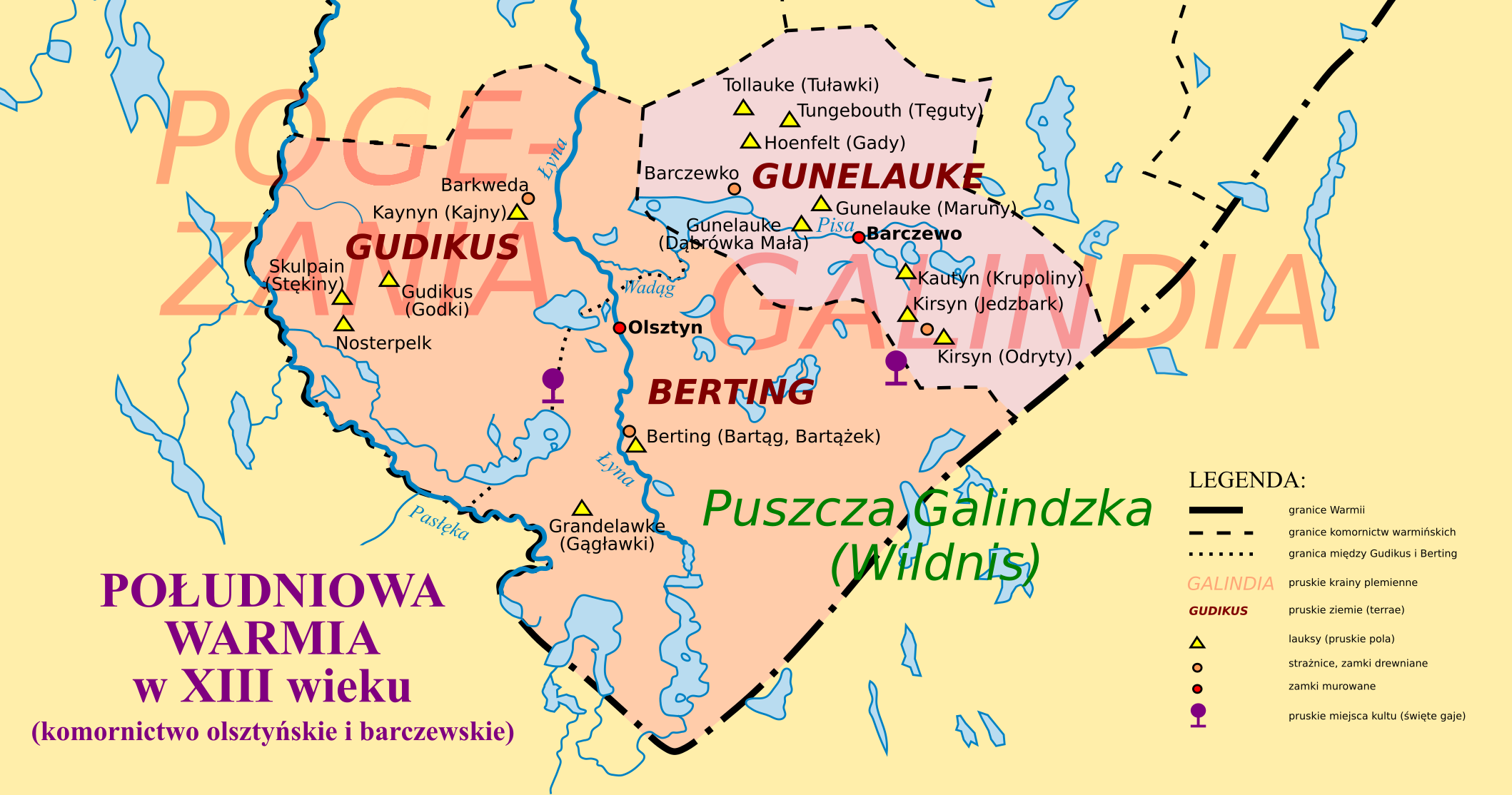
Pruskie związki terytorialno-osadnicze na terenie południowej Warmii

Berting lub Bertingen, łac. terra Berting (Bertingen), ziemia Bartąg – terytorium na obszarze Galindii w Prusach, które w połowie XIV wieku weszło w skład komornictwa olsztyńskiego w południowej Warmii. Terytorium wzmiankowane jest w dokumentach w latach 1346-1362.

## Terytorium
Ziemia Bertingen obejmowała teren późniejszego Olsztyna i położonych na południe od niego wsi. Składały się na nią pruskie lauksy (pola): Bertingen (od którego ziemia wzięła nazwę, późniejsze wsie Bartążek i Bartąg) oraz Grandelawke (późniejszy majątek i wieś Gągławki).
Terytorium leżało nad górną Łyną, na północy rozciągało się po jeziora Wulpińskie i Ukiel (Krzywe), na zachodzie sięgało lasów nad rzeką Pasłęką, a na wschodzie lasów nad jeziorem Klebarskim i rzeką Kośną. Na południu granicę ziemi Bertingen wyznaczała Puszcza Galindzka (Wildnis) wzdłuż linii jezior Pluszne, Łańskie i Kośno.
Bertingen od wschodu sąsiadowała z galindzką ziemią Gunlauken (obszar nad jeziorem Wadąg i Pisą Warmińską), a na północy i zachodzie graniczyła z pomezańską ziemią Gudikus (rejony wsi Godki, Jonkowo, Wołowno, Gietrzwałd). Na południe od Bertingen rozciągała się puszcza, która sięgała aż Narwi i Jaćwieży.
Na pograniczu ziem Gudikus i Bertingen, pomiędzy dzisiejszymi wsiami Tomaszkowo i Naterki, znajdowało się pruskie centrum kultowe ze świętym gajem. Podobne znajdowało się na pograniczu z ziemią Gunlauken, między wsiami Mokiny i Skajboty.
Główny ośrodek ziemi Bertingen znajdował się nad jeziorem Bartąg (Berting), gdzie leżał lauks o tej samej nazwie. Najprawdopodobniej wszystkie te nazwy wywodzą się od bartnictwa.

## Historia

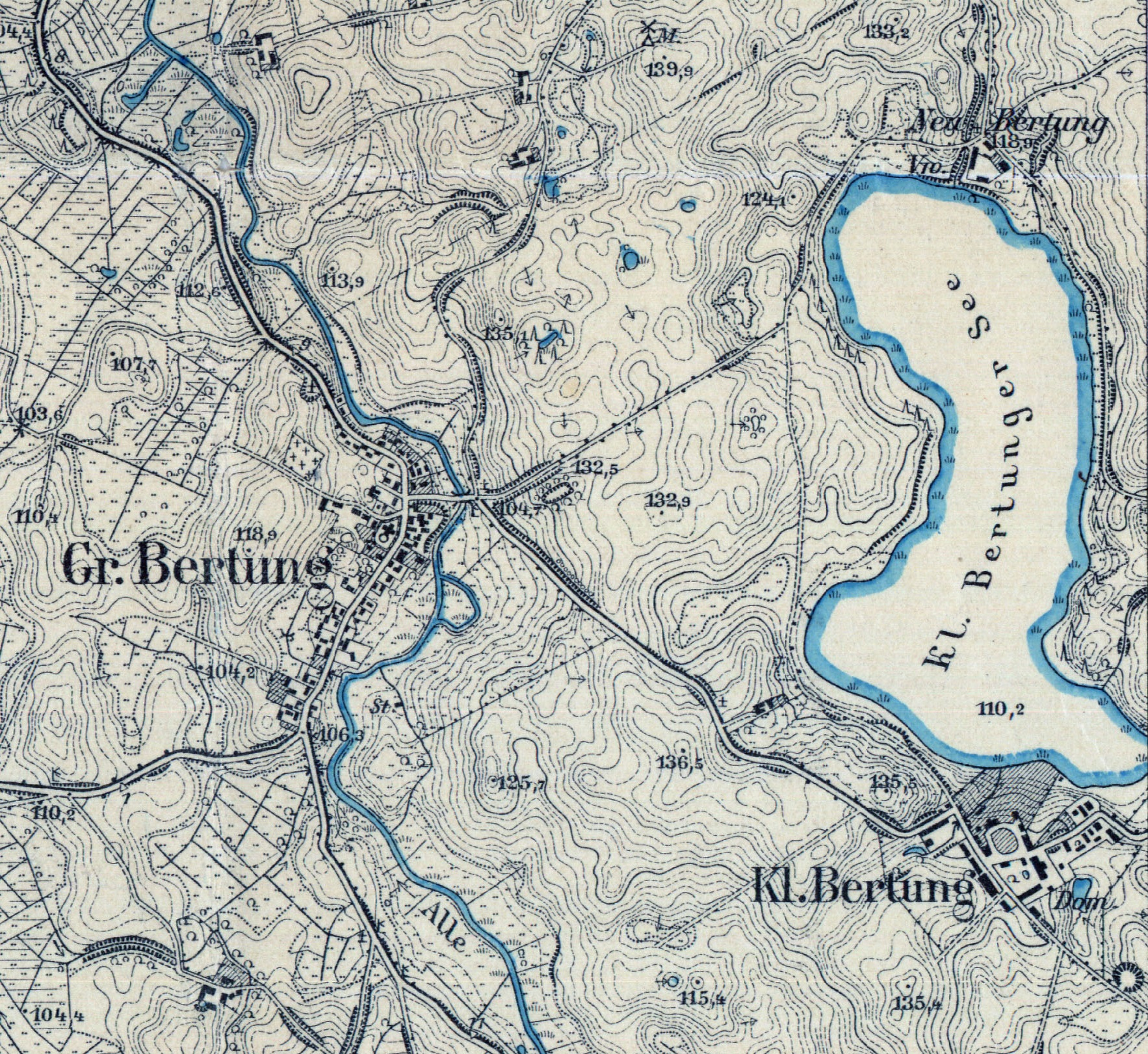
Tereny dawnego lauksu Berting na mapie topograficznej z 1914 roku. Zameczek znajdował się prawdopodobnie na wzniesieniu między wsiami Bartążek i Bartąg.

Pod koniec XIII wieku Galindia była już niemal całkowicie wyludnioną krainą. Nie jest pewne, jakie były tego przyczyny i kiedy to nastąpiło. Historycy uważają, że przyczyną mogły być najazdy jaćwieskie i litewskie lub ekspansja zakonu. Przypuszczalnie jednak plemię Galindów wyginęło jeszcze przed przybyciem do Prus Krzyżaków. Nowe osadnictwo było utrudnione przez częste najazdy Litwinów.
Kolonizacja południowej Warmii rozpoczęła się w XIV wieku. W latach 1325–1330 kolonizowaniem i zasiedlaniem puszczańskich terenów południowej Warmii kierował warmiński wójt krajowy (były komtur ragnecki) Fryderyk von Liebenzell. W pierwszym roku swej działalności założył w ziemi Gunlauken, w pobliżu jeziora Wadangis (Wadąg), umocniony przyczółek w postaci drewniano-ziemnej strażnicy obronnej, która nazwał Wartburg – czyli Góra Strażnicza (dzisiejsze Barczewko).
Kontynuatorem akcji osadniczej był kolejny wójt warmiński (a równocześnie brat zakonny) Henryk von Luter. W roku 1334 w ziemi Bertingen założył on drewniano-ziemną strażnicę obronną. Zameczek ten znajdował się prawdopodobnie między obecnymi wsiami Bartążek i Bartąg lub na terenie pobliskiego majątku Kielary. W roku kolejnym (1335) w pobliżu strażnicy założył nad jeziorem Bertings (jez. Bartąg) majątek rycerski i wieś Bertingen (dziś Bartążek). W następnych latach wydano przywileje dla 7 kolejnych wsi służebnych.
Pod osłoną strażnicy przystąpiono do zakładania wsi czynszowych na terytoriach Bertingen i Gudikus. Wójt warmiński Henryk von Luter założył w 1337 wieś i młyn Wadąg oraz wsie: Pistki, Brąswałd, Dywity, a w 1342 Jaroty. Jego następca Bruno von Luter w 1345 założył wsie: Warkały, Jonkowo, Bartąg i Tomaszkowo, z kolei w roku 1346 wieś Wołowno.
Jednocześnie trwały poszukiwania nowej siedziby komornictwa. W zakolu Łyny, około 8-9 km na północ od starej strażnicy, w północnej części ziemi Bertingen i niedaleko granicy z ziemią Gudikus, rozpoczęto budowę nowego murowanego zamku, który nazwano Allenstein, czyli Olsztyn. Planowano tu również założyć miasto jako centrum administracyjne regionu.
W latach 1346/1347 nastąpił podział południowej Warmii na dwa komornictwa – biskupie komornictwo barczewskie (dawna ziemia Gunaluken) i kapitulne komornictwo olsztyńskie (dawne ziemie Bertingen i Gudikus). Na czele komornictwa olsztyńskiego kapituła postawiła komornika Sanglade, który urzędował początkowo w zameczku w Bertingen.
23 maja 1348 w strażnicy obronnej w Bartążku wystawiono dokumenty lokacyjne dla czterech wsi: Linowo, Gągławki (majątek rycerski), Gronity, Cegłowo. Tegoż dnia wystawiono przywilej lenny na 8 łanów "położonych we wsi Bartążku, pod naszym zamkiem", a także pięć innych przywilejów dla podobnych dóbr służebnych w bliższej lub dalszej okolicy.
31 października 1353 roku kapituła warmińska wydała przywilej lokacyjny Olsztyna, który stał się stolicą nowego komornictwa olsztyńskiego. Po roku 1350 nie pojawiają się już wzmianki o strażnicy w ziemi Bertingen. Po roku 1362 nie pojawia się też w dokumentach nazwa ziemi Bertingen, którą zastępuje nazwa komornictwa olsztyńskiego.
Po ziemi Bertingen pozostałością są nazwy dwóch wsi położonych na południe od Olsztyna: Bartążek (dawn. Pruski Bartąg, niem. Klein Bertung) i Bartąg (dawn. Niemiecki Bartąg, niem. Gross Bertung) oraz nazwa jeziora Bartąg (niem. Bertung, potocznie Bartążek).